# اتحاد مستقلي ساحل العاج
اتحاد مستقلي ساحل العاج (بالفرنسية: Union des Indépendents de Côte d'Ivoire)‏ كان مجموعة منشقة عن الحزب الديمقراطي لساحل العاج. تأسس الاتحاد في بواكي في نهاية عام 1949. كان بقيادة نديا كوفي بليز ومانسيلا ليوبولد. في بداية عام 1950، اندمج في وفاق مستقلي ساحل العاج.